# میوزیشی
میوزیشی (نام علمی: Musaceae) نام یک تیره از راسته زنجبیل‌سانان است.